# خاویر کالینز
خاویر کالینز (انگلیسی: Xavier Collin؛ زادهٔ ۱۷ اوت ۱۹۷۴) بازیکن فوتبال اهل فرانسه است.
از باشگاه‌هایی که در آن بازی کرده‌است می‌توان به باشگاه فوتبال آژاکسیو، باشگاه ورزشی آمیان، و باشگاه ورزشی مون‌پلیه اشاره کرد.